# Kosari, Kameanka
Kosari (în ucraineană Косарі) este o comună în raionul Kameanka, regiunea Cerkasî, Ucraina, formată numai din satul de reședință.

## Demografie
Componența lingvistică a comunei Kosari
     Ucraineană (96,57%)
     Rusă (2,72%)
     Alte limbi (0,71%)
Conform recensământului din 2001, majoritatea populației comunei Kosari era vorbitoare de ucraineană (96,57%), existând în minoritate și vorbitori de rusă (2,72%).